# Everyone Says I Love You
Everyone Says I Love You (prt: Toda a Gente Diz Que Te Amo ou Todos Dizem Que Te Amo; bra: Todos Dizem Eu Te Amo) é um filme estadunidense de 1996, do gênero comédia romântico-musical, escrito e dirigido por Woody Allen
Reunindo grandes astros do cinema, como Edward Norton, Julia Roberts, Drew Barrymore, Natalie Portman e Tim Roth, Allen pretendeu homenagear os filmes musicais[carece de fontes?]

## Sinopse
Skylar (Drew Barrymore) vive em Nova York com seus pais, Bob (Alan Alda) e Steffi (Goldie Hawn), que tem uma filha (DJ, Natasha Lyonne) com Joe (Woody Allen). Joe viaja a Veneza, onde conhece Von (Julia Roberts), por quem se apaixona. Enquanto isso, Steffi tenta separá-la de Holden (Edward Norton).

## Elenco
- Alan Alda - Bob Dandridge
- Woody Allen - Joe Berlin
- Drew Barrymore - Skylar Dandridge
- Lukas Haas - Scott Dandridge
- Goldie Hawn - Steffi Dandridge
- Gaby Hoffmann - Lane Dandridge
- Natasha Lyonne - Djuna 'D.J.' Berlin
- Edward Norton - Holden Spence
- Natalie Portman - Laura Dandridge
- Julia Roberts - Von Sidell
- Tim Roth - Charles Ferry
- David Ogden Stiers - Arnold Spence
- Itzhak Perlman - ele mesmo
- Edward Hibbert - Harry Winston Salesman
- John Griffin - Jeffrey Vandermost
- Patrick Cranshaw - avô
- Billy Crudup - Ken Risley
- Robert Knepper - Greg
- Scotty Bloch - Lynn Spence
- Isiah Whitlock - policial
- Kevin Hagan - porteiro
- Navah Perlman - pianista
- Waltrudis Buck - psiquiatra
- Christy Carlson Romano - criança do Halloween
- Frank Pietri - dançarino fantasma
- Andrea Piedimonte - Alberto